# Parachelifer approximatus
Espèce
Synonymes
- Chelifer approximatus Banks, 1909

Parachelifer approximatus est une espèce de pseudoscorpions de la famille des Cheliferidae.

## Distribution
Cette espèce est endémique de Basse-Californie du Sud au Mexique.

## Description
Le mâle mesure 2,5 mm et la femelle 4 mm.

## Publication originale
- Banks, 1909 : New tropical pseudoscorpions. Journal of the New York Entomological Society, vol. 17, p. 145-148 (texte intégral).